# 聖母の聖ベルナルドゥスへの顕現
『聖母の聖ベルナルドゥスへの顕現』（せいベルナルドゥスへのせいぼのけんげん、伊:Apparizione della Vergine a san Bernardo）は、イタリア・ルネサンス期のペルージャを中心とするウンブリア派の芸術家、ピエトロ・ペルジーノによる絵画である。板絵は、フィレンツェのサンタ・マリア・マッダレーナ・デイ・パッツィ教会にあるナージ家礼拝堂の祭壇画として制作された。その後、1829/30年にフィレンツェのカッポーニ家からババリアのルートヴィヒ1世のために購入され、最終的にミュンヘンのアルテ・ピナコテークに入った。本作は、「15世紀後半のヨーロッパ絵画の傑作の1つ」と呼ばれている。
作品は、クレルヴォーの聖ベルナルドゥスが、日中の澄んだ光の中で現れた聖母マリアの完全な身体の幻視によって、自身が没頭していた研究を中断されているところを表している。 4人の聖人が聖母と聖ベルナルドゥスを囲んでいる。聖ベルナルドゥスの背後にいるのは、福音書記者聖ヨハネと聖バルトロマイである。構図には一見、たやすく達成されたような完全な対称性があるものの、静的または人工的なものは何もない。聖母の位置と聖ベルナルドゥスの祈祷台はどちらもわずかにバランスが取れていないが、作品の穏やかな調和を台無しにするほどではない。さまざまな人物の顔は個人的特性やリアリズムをあまり示さずに、この静かな美に貢献している。同様に、色彩は派手ではなく、明るく輝いている。